# Isaac Makwala
Isaac Makwala (Tutume, 24 de setembro de 1985) é um atleta botsuano, medalhista olímpico.
Nos Jogos Olímpicos de Verão de 2020, conquistou a medalha de bronze na prova de revezamento 4x400 metros masculino com o tempo de 2:57.27 minutos, ao lado de Baboloki Thebe, Zibane Ngozi e Bayapo Ndori. Seu melhor tempo pessoal é de 43.72 s, estabelecido em 5 de julho de 2015 em La Chaux-de-Fonds. Em 14 de julho de 2017, Makwala se tornou o primeiro homem na história a correr 200 m em 20 segundos e 400 m em 44 segundos no mesmo dia.